# Lodewijk Willem van Baden (1865-1888)

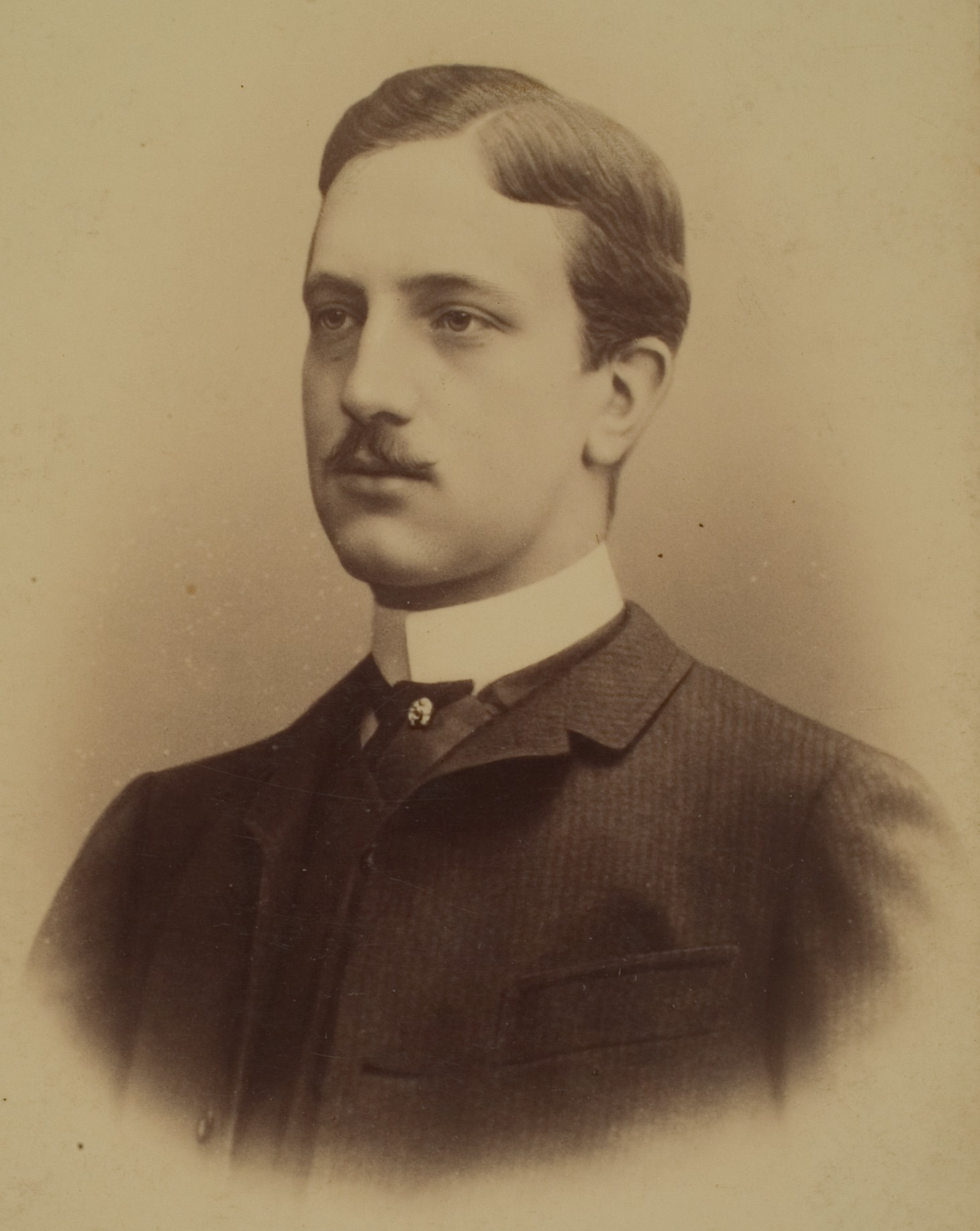
Lodewijk Willem van Baden.

Lodewijk Willem Karel Frederik Berthold van Baden (Baden-Baden, 12 juni 1865 - Freiburg im Breisgau, 23 februari 1888) was een prins van het groothertogdom Baden. Hij behoorde tot het huis Baden

## Levensloop
Lodewijk Willem was de jongste zoon van groothertog Frederik I van Baden uit diens huwelijk met Louise van Pruisen, dochter van keizer Wilhelm I van Duitsland. Tijdens zijn korte leven droeg hij de titels van prins van het groothertogdom Baden, markgraaf van Baden en hertog van Zähringen.
Hij studeerde aan de Universiteit van Heidelberg en was er verbonden aan de studentenkorpsen Corps Suevia en Verbintung Rupertia. Na zijn studies was hij korte tijd actief als militair. Als prins van het groothertogelijk huis van Baden werd hij in 1887 toegelaten tot de Eerste Kamer van de Badische Ständeversammlung. Zijn laatste woonplaats was Hotel Rheingold in Freiburg im Breisgau.
Prins Lodewijk Willem van Baden overleed in februari 1888 op 22-jarige leeftijd. Zijn officiële doodsoorzaak was een longontsteking, al waren er geruchten dat hij omkwam in een duel. Hij werd bijgezet in de groothertogelijke grafkapel in Karlsruhe.